# كوركوفادو
كوركوفادو, هو جبل في ريو دي جانيرو، البرازيل، يبلغ أرتفاعه 710 مترـ (2,329 قدم). من المعروف وجود عجيبة من عجائب الدنيا السبع الجديدة على هذا الجبل، وهي تمثال «كريستو ريدينتور» أو "المسيح الفادي"، البالغ ارتفاعه 38 متر (125 قدم). يبدأ تاريخ تمثال المسيح يبدأ في القرن السادس عشر حينما أطلق البرتغاليون على المكان اسم «تلة الغواية» في إيحاء إلى إحدى الروايات الإنجيلية. وبعدها بقرن من الزمان تقريباً أعيدت تسمية القمة لتصبح كوركوفادو، وهو اسم مشتق من شكل القمة التي تشبه السنام أو الحدبة. وفي 1924 أسفرت أولى الحملات للوصول إلى القمة عن شق وافتتاح أول درب يوصل إليها.

## معرض صور

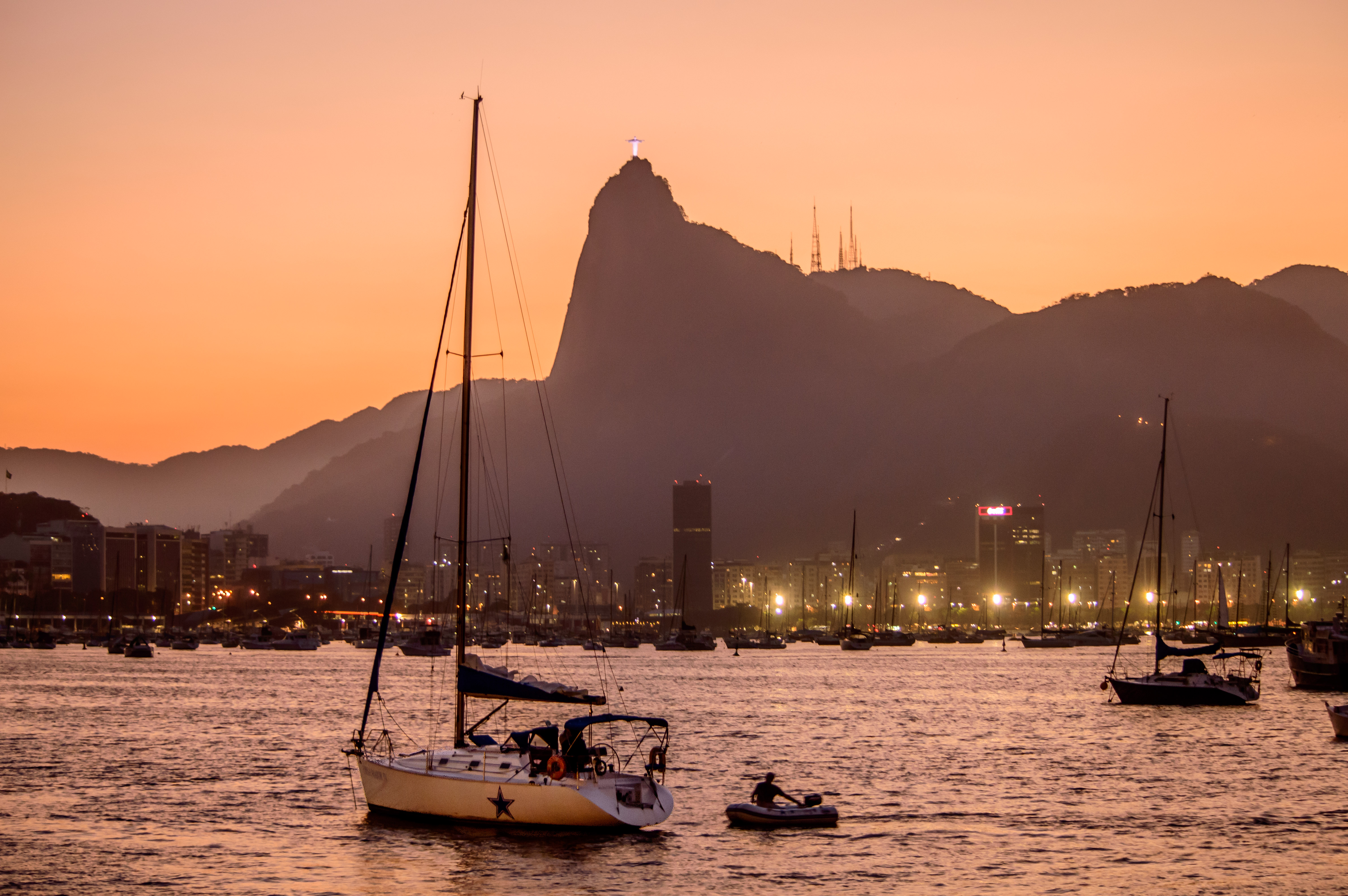
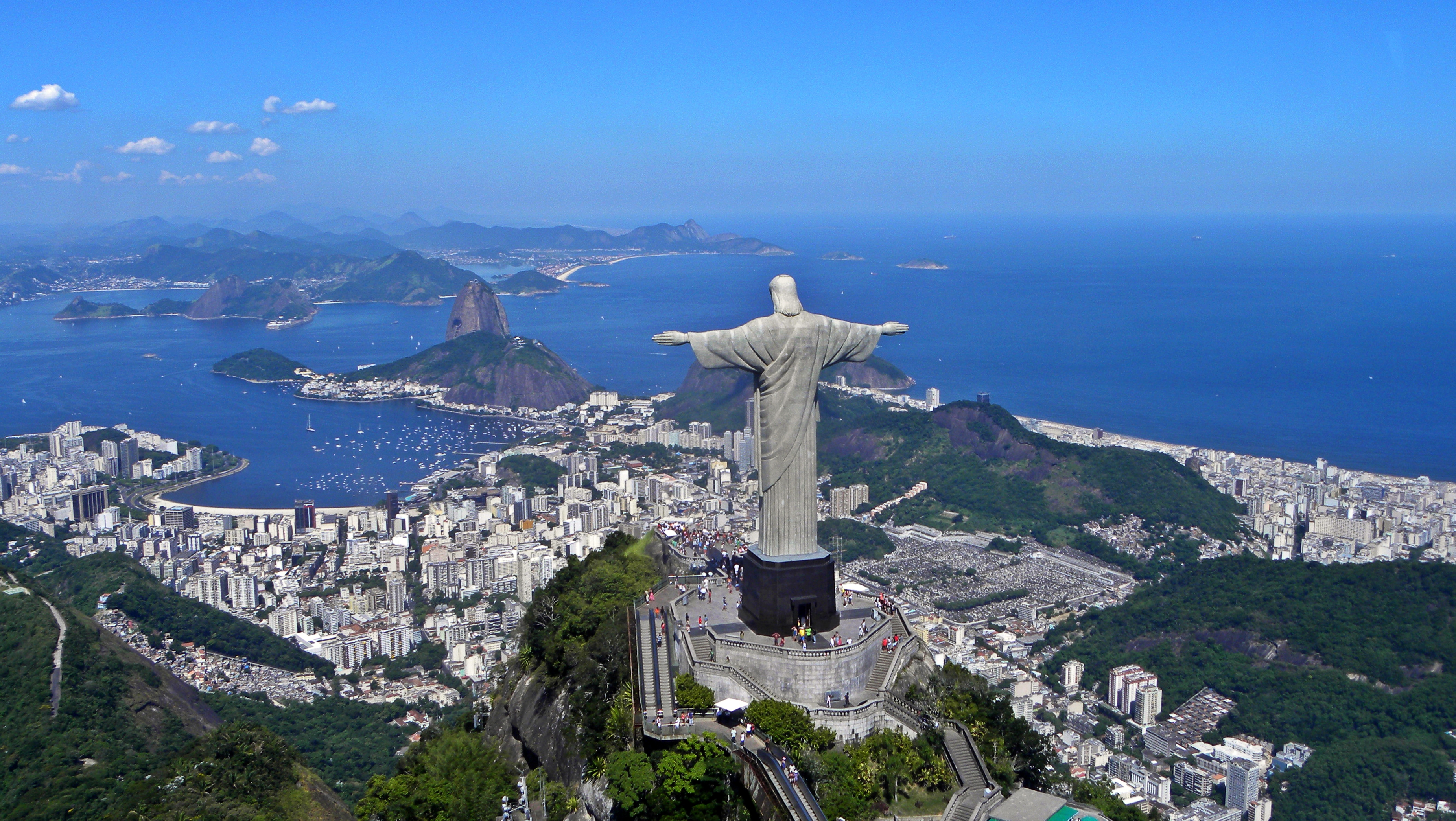
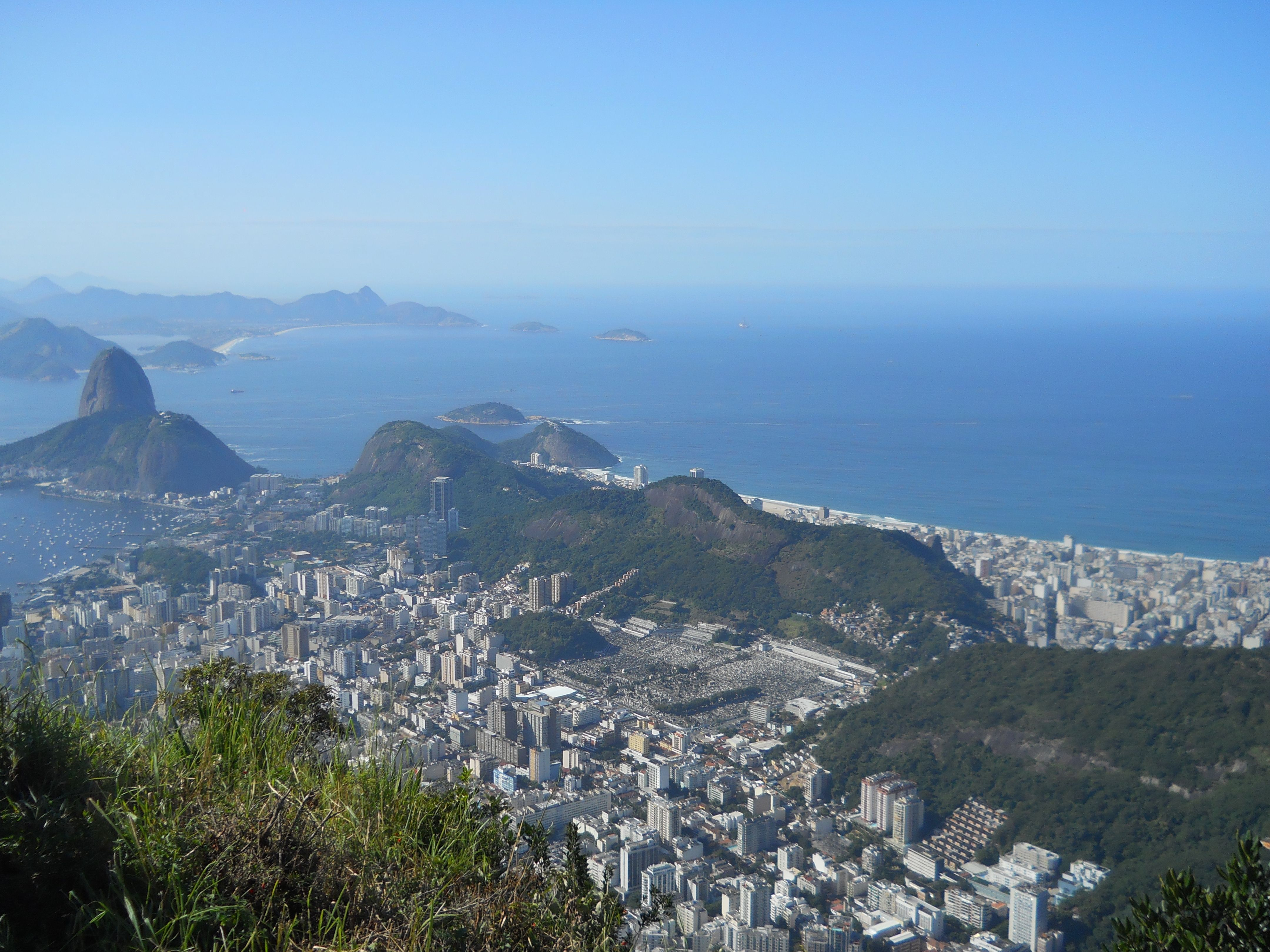
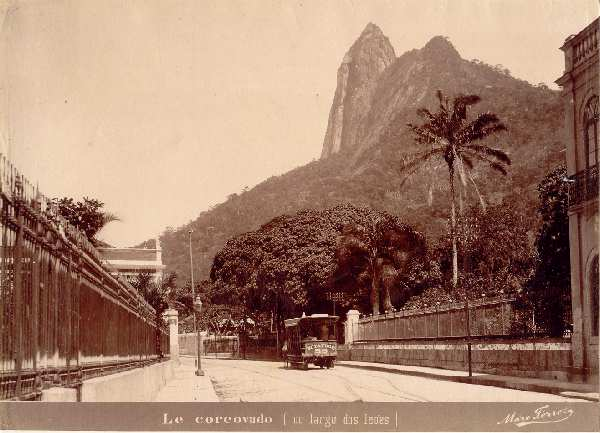
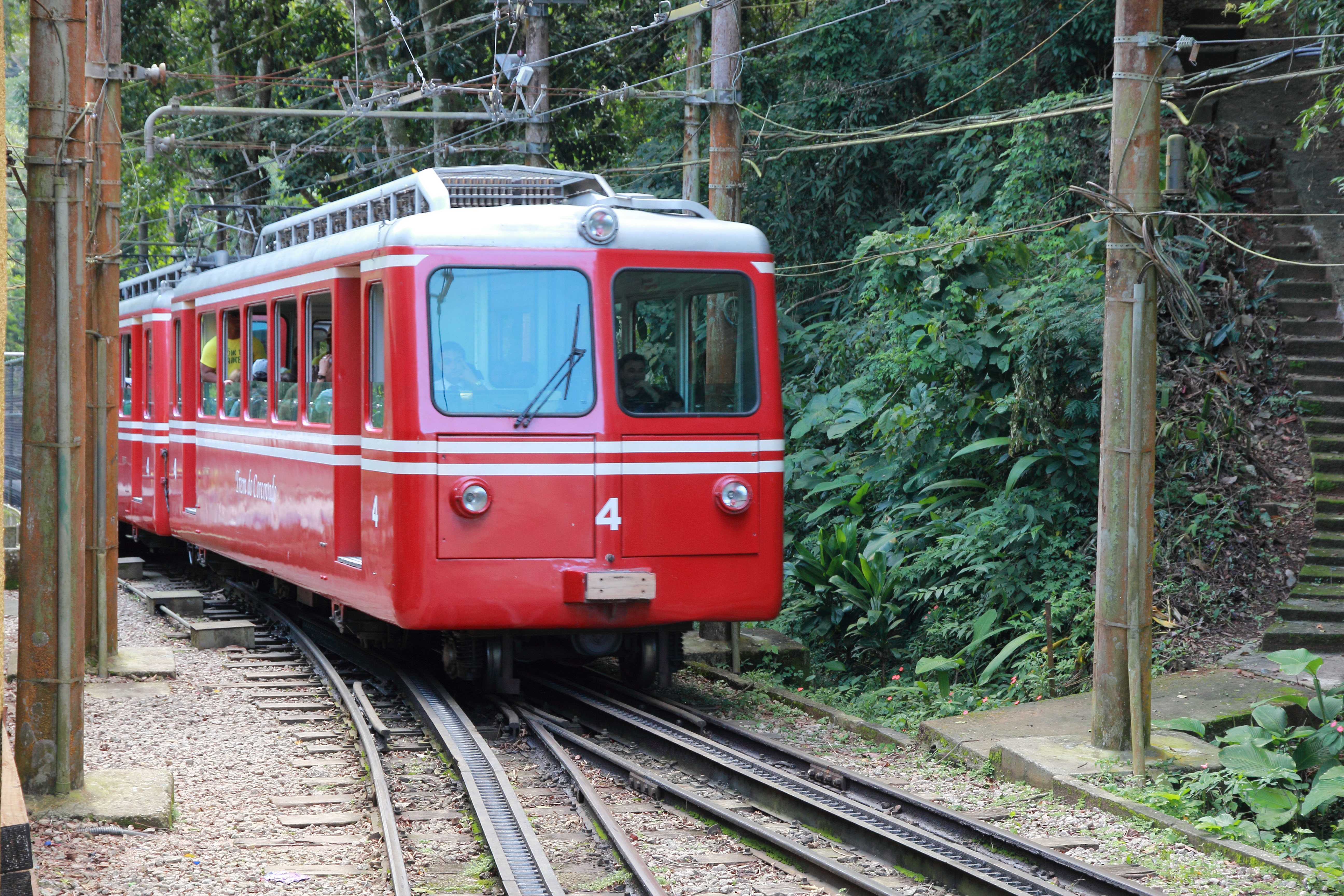